# آقچه‌علی
اکساعلی، الماداگ (به لاتین: Akçaali, Elmadağ) یک منطقهٔ مسکونی در ترکیه است که در استان آنکارا واقع شده‌است.